# Гелора Бунг Карно
Стадион Гелора Бунг Карно —  мультиспортивный стадион в Джакарте, Индонезия, выстроен в 1960 году специально к Азиатским играм 1962 года при помощи СССР. Авторы проекта — архитектор Р. И. Семерджиев и инженер Л. А. Муромцев. До 1998 года назывался по месту расположения Сенаян.
На момент открытия вмещал 100 800 зрителей, многократно реконструировался. В 2007 году являлся одной из арен Чемпионата Азии по футболу, принимал 7 матчей турнира, включая финальный поединок между сборными Ирака и Саудовской Аравии (1:0). Является самым большим стадионом Индонезии.